# Казнаковы
Казнако́вы (Кознаковы) — древний русский дворянский род.
Род внесён в Бархатную книгу и VI часть родословных книг Тверской и Ярославской губерний Российской империи (Гербовник, I, 69). При подаче документов (1686) для внесения рода в Бархатную книгу была предоставлена родословная роспись Кознаковых, заёмная кабала (1515), указные и правовые грамоты (1517—1530), две царские вотчинные жалованные грамоты (1623) на деревню Валуйцы Большие и селище Сыропятое в Иворской волости и деревни Волынцево, Попово, Золино, Срезнево, Морозово, Скрыпово с селищами Катеринино на речке Шостка.в Холохоленской волости Старицкого уезда.

## Происхождение и история рода
Их легендарный предок Василий Кознакович, по родословной сказке, выехал из Золотой орды в XV веке. Михаил Кознаков (1540) владел поместьями в Тверском уезде. Опричниками Ивана Грозного числились: Ермола Иванович, Пётр и Филимон Михайловичи Казнаковы (1573). Роман Кознаков взят в плен в Польше, откуда выменян (1585). Михаил Ермолаевич за Московское осадное сидение жалован вотчиной (1610), погиб на службе против поляков под Смоленском (1634). Яков Яковлевич участник осады Смоленска (1634).
Многие Казнаковы служили стольниками, стряпчими и дворянами московскими.

## Описание герба
В щите, имеющем голубое поле, видна каменная крепость серебром означенная, в воротах которой поставлен Воин с мечом, а над крепостью золотой полумесяц рогами вверх обращённый.
Щит увенчан обыкновенным дворянским шлемом с дворянской на нём короной и тремя страусовыми перьями. Намёт на щите голубого и красного цвета, подложенный золотом и серебром. Герб рода Кознаковых внесён в Часть 1 Общего гербовника дворянских родов Всероссийской империи, стр. 69 См. также Гржимала (герб).

## Известные представители
- Кознаковы: Иван Никитич. Фёдор Иванович, Иван Второго — погибли при осаде Смоленска (1634).
- Кознаков Фёдор Михайлович — погиб под Юрьевым-Ливонским (1656)[5].
- Кознаков Иван Иванович — стряпчий (1692).
- Кознаков Ермил Иванович — стольник (1692)[7].
- Кознаков Никита Петрович — погиб в Пруссии (1746).
- Казнаков, Геннадий Иванович (1792—1851) — генерал-майор, Георгиевский кавалер.
- Казнаков, Василий Геннадиевич (1822—1877) — тайный советник, начальник I Округа путей сообщения.
- Казнаков, Николай Геннадьевич (1824—1885) — киевский военный губернатор, генерал-губернатор Западной Сибири.
- Казнаков, Николай Николаевич (1856—1929) — генерал от кавалерии.
- Казнаков, Сергей Николаевич (1863—1930) — искусствовед, действительный статский советник.
- Казнаков, Александр Николаевич (1871—1933) — полковник, путешественник, натуралист.
- Казнаков, Геннадий Геннадьевич (1833—1870) — генерал-майор, участник Крымской войны.
- Казнаков, Пётр Всеволодович (1813—1876) — действительный статский советник, член Совета министра почт и телеграфов.
- Казнаков, Николай Иванович (1834—1906) — адмирал, генерал-адъютант. Приходился Геннадьевичам четвероюродным братом; их общий предок, Пётр Иванович Казнаков, имевший земли в Старицком уезде Тверской губернии, († 1736). Сын, Никита Петрович получил во владение Ладьино, а Борис и Иван Петровичи — Барыково.